# خوزه لوئیس ولوسو
خوزه لوئیس ولوسو (انگلیسی: José Luis Veloso; ۲۳ مارس ۱۹۳۷ – ۱۳ نوامبر ۲۰۱۹) بازیکن فوتبال اهل اسپانیا بود.
از باشگاه‌هایی که در آن بازی کرده‌است می‌توان به باشگاه فوتبال رایو وایکانو، باشگاه فوتبال رئال مادرید، باشگاه فوتبال کامپوستلا، باشگاه فوتبال دپورتیوو لاکرونیا، و باشگاه فوتبال سلتاویگو اشاره کرد.
وی همچنین در تیم ملی فوتبال اسپانیا بازی کرده‌است.